# 南娜·扬松
南娜·扬松（瑞典語：Nanna Jansson，1983年7月7日—），瑞典女子冰球运动员。她曾代表瑞典国家队参加2002年和2006年冬季奥林匹克运动会冰球比赛，共获得一枚银牌和一枚铜牌。